# Ialoveni (arrondissement)
Ialoveni is een arrondissement van Moldavië. De zetel van het arrondissement is Ialoveni. Het arrondissement heeft een bevolking van 99.700 (01-01-2012).
De 25 gemeenten, incl. deelgemeenten (localitățile), van Ialoveni:
- Bardar
- Cărbuna
- Cigîrleni
- Costești
- Dănceni
- Gangura, incl. Alexandrovca, Homuteanovca en Misovca
- Hansca
- Horești
- Horodca
- Ialoveni, met de titel orașul (stad)
- Malcoci
- Mileștii Mici, incl. Piatra Albă
- Molești
- Nimoreni
- Pojăreni
- Puhoi
- Răzeni, incl. Mileștii Noi
- Ruseștii Noi, incl. Ruseștii Vechi
- Sociteni
- Suruceni
- Țipala, incl. Bălțați en Budăi
- Ulmu
- Văratic
- Văsieni
- Zîmbreni incl. Găureni.